# Cotesia glomerata
Cotesia glomerata — вид паразитичних ос родини браконід (Braconidae).

## Поширення
Вид поширений на всіх материках.

## Опис

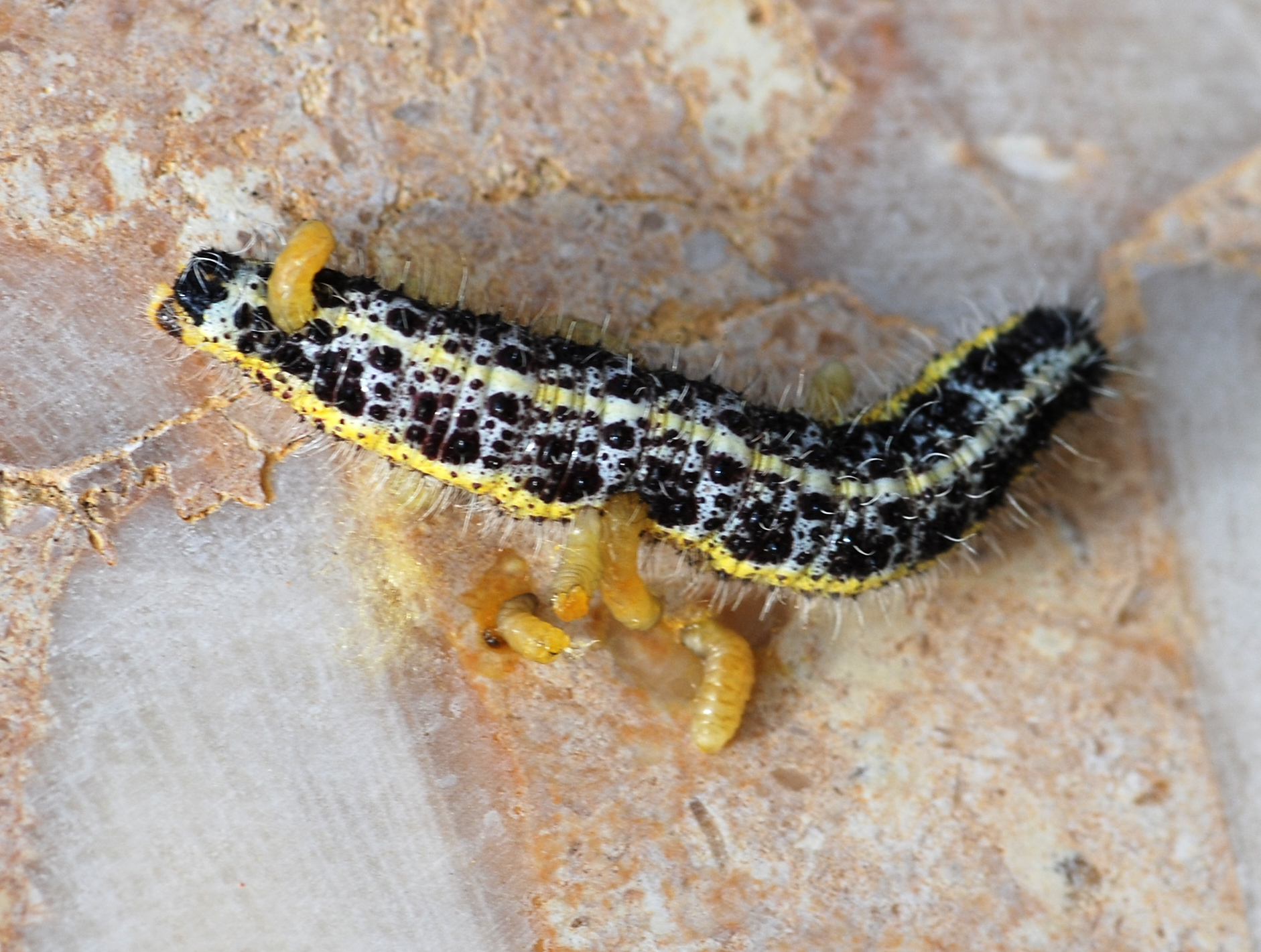
Личинки Cotesia glomerata паразитують на гусені Pieris brassicae

Cotesia glomerata — невелика чорна оса завдовжки 3-7 мм. Дорослі живляться нектаром. Личинки паразитують на гусеницях метеликів роду Pieris, в основному, на Pieris brassicae та Pieris rapae.

## Спосіб життя
Самиця може спаровуватися відразу після виходу з лялечки. Яйця відкладаються у гусениці раннього віку. У кожній гусениці може розвиватися 16-50 личинок. Через 15-20 днів паразитована гусениця гине, а личинки заляльковуються поблизу мертвого господаря. Після 7-10 днів з коконів з'являються дорослі оси.
На личинках С. glomerata, у свою чергу, паразитують личинки оси Lysibia nana.